# Автошлях Т 2414
Автошля́х Т 2414 — територіальний автомобільний шлях у Черкаській та Кіровоградській області. Проходить територією Черкаського та Новоукраїнського районів через Смілу — Ташлик — Капітанівку — Новомиргород. Загальна довжина — 50,9 км.

## Маршрут
Автошлях проходить через такі населені пункти:
| Автошлях Т 2414        |              |
| Черкаська область      |              |
| Черкаський район       |              |
| Сміла                  | Н01Т 2418    |
| Холоднянське           | С241311      |
| Мала Смілянка          | С241310      |
| Тернівка               |              |
| Попівка                | О241305      |
| Санжариха              |              |
| Ташлик                 | О241309      |
| Пастирське             | С241306      |
| Кіровоградська область |              |
| Новоукраїнський район  |              |
| Капітанівка            | О242008      |
| Новомиргород           | Т 2401Т 1201 |